# Федеральный университет Реконкаву-да-Баия
Федеральный университет Реконкаву-да-Баия (порт. Universidade Federal do Recôncavo da Bahia, (UFRB)) — бразильский университет с главным кампусом в Крус-даз-Алмас (Баия).

## Филиалы
Этот университет также имеет филиалы в Амаргосе, Кашуэйре, Санту-Антониу-ди-Жезусе, Фейра-ди-Сантане и Санту-Амару.

## История
Университет создан согласно закону 11.151 в 2005 году. В 2011 году был открыт филиал в городе Фейра-ди-Сантана. В начале 2013 года филиалы появились в других городах.
На данный момент[когда?] в университете учатся 30 000 человек.